# Grovdoppa
Grovdoppa är den svenske vissångaren Allan Edwalls debutalbum, utgivet på skivbolaget A disc 1979 (skivnummer BS 791022). 1991 utgavs det på CD som en del av samlingen Alla mina visor.
Albumet består av visor med tydligt vänsterpolitiskt innehåll. Medverkande musiker var Höddi Björnsson (bas), Lars Eriksson (dragspel) Alm Nils Ersson (fiol), Thomas Frykberg (orgel, piano) och Dick Gyllander (gitarr, bas). Albumet producerades av Palle Budtz som också gjorde skivans omslag.
Grovdoppa är en av titlarna i boken Tusen svenska klassiker (2009).

## Låtlista
Alla låtar är skrivna av Allan Edwall.
Sida A
1. "Årstider"
2. "Jag gick mig åt körka"
3. "Baciller"
4. "Kärleksvisa"
5. "Kultur"
6. "Möss och människor"

Sida B
1. "Trevligt att se dig"
2. "Förhoppning"
3. "Hjälp"
4. "För ingenting – för kärleks skull"
5. "Köpråd"
6. "Far"
7. "Jämtsnoa"

## Medverkande
- Höddi Björnsson – bas
- Allan Edwall – sång
- Lars Eriksson – dragspel
- Nils Alm Ersson – fiol
- Thomas Frykberg – orgel, piano
- Dick Gyllander – gitarr, bas

### Fotnoter
1. 1 2 3  ”Grovdoppa”. Svensk mediedatabas. http://smdb.kb.se/catalog/search?q=allan+edwall+grovdoppa+typ%3Afonogram&sort=OLDEST. Läst 7 februari 2013.
2. 1 2  Gradvall et al 2009, nr. 534